# Castle Lake (Siskiyou County, Kalifornien)
Der Castle Lake ist ein glazialer See in den Siskiyou Mountains im Norden des US-Bundesstaates Kalifornien. Er liegt im Siskiyou County in der Nähe des Mount Shasta. Der See entwässert über den Castle Lake Creek in den Lake Siskiyou, der zum Einzugsgebiet des oberen Sacramento Rivers gehört.
Der Shasta-Trinity National Forest beinhaltet fast die komplette Seefläche von etwa 19 Hektar, mit Ausnahme von etwa einem Hektar. Wanderwege führen vom See aus in den Castle Crags State Park, ebenso zum Little Castle Lake und zum Heart Lake.
Der See und seine Umgebung sind Heimat für eine große Vielfalt von Tierarten, etwa Forellen, Bären, Wild, Otter, Frösche und Reiher. Das Gebiet ist auch für seine alpinen Blumen bekannt, die im Frühsommer blühen. Zu diesen gehören die Akeleien-Varietät Aquilegia formosa var. truncata, Zahnlilien (Erythronium sp.) und die Bartfaden-Art Penstemon laetus.
Am Castle Lake befindet sich eine zur University of California, Davis gehörende Forschungsstation, an der in Zusammenarbeit mit der University of Nevada, Reno auch Studienkurse der Limnologie durchgeführt werden.
Das am Castle Lake und in den ihn umgebenden Siskiyou Mountains vorherrschende Gestein ist der Granit, was sich auch in der Klarheit des Seewassers äußert.

## Entstehung des Sees

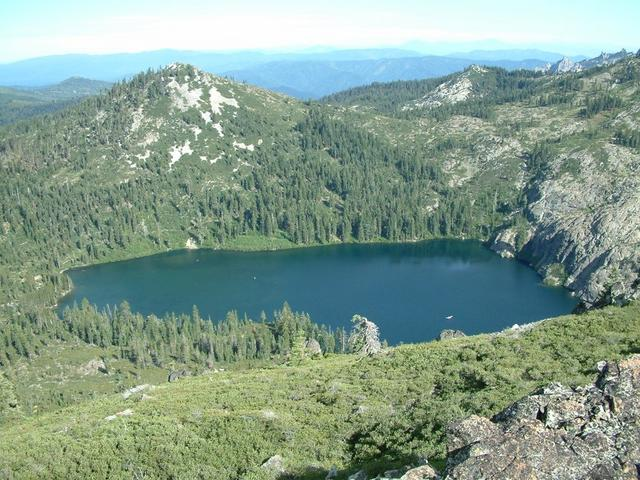
Castle Lake mit der Karrückwand rechts und der Karschwelle mit Endmoräne links.

Der Ursprung des Sees reicht in das Pleistozän vor mehr als zehntausend Jahren zurück, als ein Gletscher an der Stelle des heutigen Sees ein Becken ausschabte. Während jener Zeit war der größte Teil Nordamerikas vergletschert. Castle Lake ist ein typischer Gletscherkarsee und erreicht Tiefen von bis zu 33 m am südlichen Ende des Sees. Am nordöstlichen Ende befindet sich eine Endmoräne, die aus Felsbrocken und Geröll besteht und einen natürlichen Damm bildet. Hier befindet sich der Abfluss des Sees und die Wassertiefe beträgt an diesem Ende zwischen 3 und 5 m.
Das Kar, an welchem sich der Castle Lake befindet, ist ein typisches Kar der Nordhalbkugel. Die Karrückwand am Punkt des Berges, an dem sich der Gletscher zu formen begann, befand sich südlich oder südwestlich und die nordöstliche Flanke des Berges befand sich auf der windabgewandten Seite. Dadurch entstand ein von direkter Sonneneinstrahlung und Wind geschützter Bereich, der dazu führte, dass im Winter gefallener Schnee auch während des Sommers nicht wegschmolz. Dieser Vorgang wird Akkumulation genannt. Zu Beginn der Vergletscherung vergrößerte sich diese ganzjährige Schneedecke und wandelte sich zu Firn. Durch das Gefälle flossen die Eismassen langsam zu Tal, wobei die Bergflanken aufgrund des Wechsels von Tauwetter und Frost sowie glazialer Erosion immer weiter abgeschliffen wurden.

Bildung eines Gletscherkars.

Als sich dieser Trog ausweitete und mit Schnee und Eis füllte, geriet das Geröll auch unter den Gletscher. Damit begann die Abrasion des Berggesteins unter den fließenden Eismassen, wobei dieses Geröll auf das darunterliegende Gestein wie Sandpapier wirkte. Schließlich nahm das Tal die Form einer Schüssel an und die Auswirkung von Gefrieren und Auftauen sowie die Erosion durch Herausbrechen von Felsbrocken ließen dieses Becken, insbesondere am oberen Ende des Kares infolge des dort größeren Gefälles und der Dicke des Eises, immer tiefer werden.
Mit Beginn der heutigen Warmzeit zog sich der Gletscher zurück und schmolz letztlich vollständig. Er ließ eine schüsselförmige Vertiefung zurück, deren größte Tiefe am oberen Ende liegt, wo das Eis die stärkste abrasive Wirkung ausgeübt hatte. Diese Vertiefung erstreckte sich bis zum nordöstlichen Rand, wo sich eine Endmoräne aus kleinen Felsen und Trümmern, die der Gletscher zurückließ, gebildet hatte. Mit der Zeit füllte sich die Vertiefung mit Wasser, das durch die Endmoräne wie durch einen natürlichen Damm aufgestaut wurde und damit den Karsee bildete.

## Geschichte
Castle Lake lag im Siedlungsgebiet des Stammes der Okwanuchu, der zu den kleineren Indianerstämmen der Shasta-Sprachgruppe gehörte und eng verwandt mit den Shasta war. Sie siedelten unter anderem um den Mount Shasta und am Canyon des oberen Sacramento Rivers. Archäologische Funde lassen auf eine Besiedlung um etwa 3000 vor Chr. schließen. Etwa um das Jahr 800 trafen die Angehörigen der zur Penuti-Sprachfamilie gehörenden Wintu ein und begannen die Okwanuchu zu verdrängen. Es ist unklar, welcher Stamm zum Zeitpunkt des Eintreffens der ersten Weißen um das Jahr 1820 das Gebiet in der Nachbarschaft des Castle Lakes besiedelte. Die Informationen über die Ansichten der Ureinwohner über den See sind spärlich; der See wird in den veröffentlichten Sammlungen von überlieferten Legenden nicht erwähnt.
Die ersten Europäer, die in das Gebiet um den Castle Lake kamen, waren zwischen 1820 und 1830 Jäger und Fallensteller der Hudson’s Bay Company, die über den Siskiyou Trail aus dem heutigen Bundesstaat Washington ins mexikanisch kontrollierte Kalifornien kamen. Etwa zur selben Zeit führte Ewing Young die ersten amerikanischen Siedler über den Siskiyou Trail in der Nähe des Castle Lakes vorbei. 1841 erkundeten Wissenschaftler und Kartographen der United States Exploring Expedition das Gebiet. Nach der Annektierung Kaliforniens als Ergebnis des Mexikanisch-Amerikanischen Krieges kam der Castle Lake als öffentliches Land unter die Kontrolle der Bundesverwaltung.
1855 kam es unweit des Sees zu einem Kampf zwischen Indianern und Siedlern, die der Kalifornische Goldrausch in die Gegend gezogen hatte. Der Schriftsteller Joaquin Miller, der selbst an dem Kampf teilgenommen hatte und durch einen Pfeil in die Backe verwundet wurde, schrieb darüber den Bericht The Battle of Castle Crags. Der Kampf gilt als die letzte Auseinandersetzung zwischen Indianern und Siedlern, die auf indianischer Seite nur mit Pfeil und Bogen geführt wurde.
Mit der Entstehung der nationalen Forstverwaltung Ende des 19. Jahrhunderts und zu Beginn des 20. Jahrhunderts kam der See unter die Verwaltung des U.S. Forest Service. 1957 begannen die ersten Forschungsarbeiten der University of California, Davis und später wurde die limnologische Forschungsstation gegründet.

## Fauna
Mehrere Arten Süßwasserfische sind durch den Menschen während der 1930er Jahre in den See eingesetzt worden, um die Sportanglerei zu fördern. Regenbogenforellen (Oncorhynchus mykiss) werden jährlich durch das California Department of Fish and Game neu eingesetzt, der Bachsaibling (Salvelinus fontinalis) hat inzwischen eine reproduktionsfähige Population entwickelt. Der Weißfisch Notemigonus crysoliecas ist ein Köderfisch, der wahrscheinlich durch Angler eingeschleppt wurde und sich in den Quellen an der Ostseite des Sees fortpflanzen kann.
Die Fische im See ernähren sich hauptsächlich von Zooplankton und Insekten und werden selbst als Teil der Nahrungskette gefressen, insbesondere von den Fischadlern (Pandion haliaetus), die rund um den See ihre Nester und Warten haben, oder von den Gürtelfischern (Megaceryle alcyon).
Weitere Vogelarten, die den See zur Nahrungssuche aufsuchen, sind Weißkopfseeadler (Haliaectus leucoephalus), Steinadler (Aquila chrysaetos), Wanderfalken (Falco peregrinus), Brautenten (Aix sponsa), Diademhäher (Cyanocitta stellere) und eine Art Felsengebirgshuhn (Dendragapus fuliginosus).
Zu den Reptilien und Amphibien im und um den See gehören der Rauhäutige Gelbbauchmolch (Taricha granulosa), der Amerikanische Kaskadenfrosch (Rana cascadae) und die Gewöhnliche Strumpfbandnatter (Thamnophis sirtalis); diese ernähren sich sowohl von Insekten als auch von Jungfischen.
Am See und in seiner Umgebung leben verschiedene Säugetierarten, darunter der Amerikanische Schwarzbär (Ursus americanus), der Maultierhirsch (Odocoileus hemionus), der Nordamerikanische Flussotter (Lutra canadensis) und der Eselhase (Lepus californicus).

## Flora

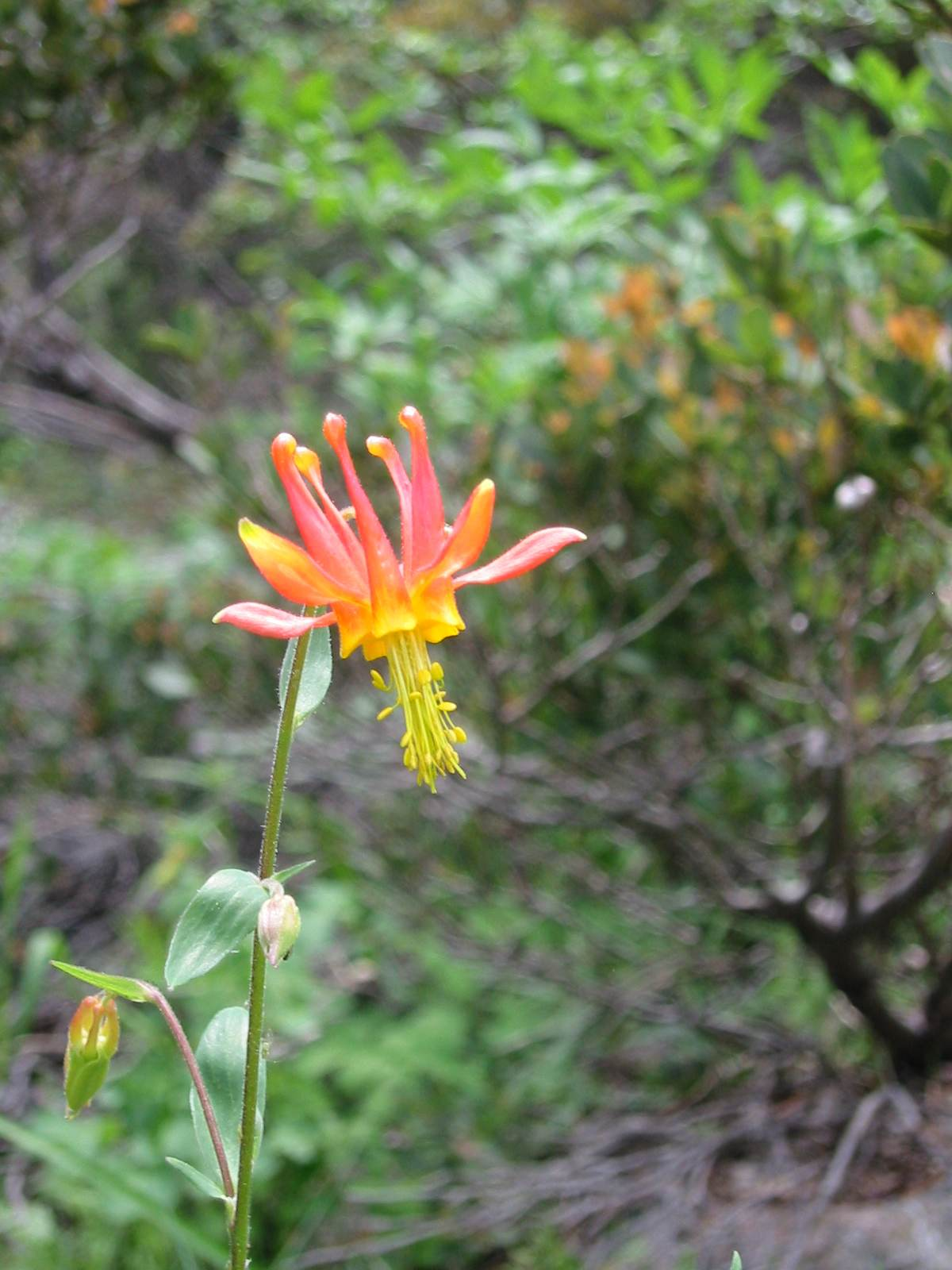
Schöne Akelei (Aquilegia formosa var. truncata) vom Castle Lake

Obwohl sich der See in einer Höhe von 1659 m und auch seine Umgebung ein gutes Stück unterhalb der Waldgrenze befinden, die in der Gegend bei etwa 2400 m liegt, ist die Umgebung des Sees aufgrund des häufig anstehenden Granits oft unterschiedlich. Sie reicht von dichtem Mischwald bis zu fast alpiner Vegetation.
Der Wald am und unterhalb des Sees ist hauptsächlich aus Gelb-Kiefern (Pinus ponderosa), Pracht-Tannen (Abies Magnifica), Kolorado-Tannen (Abies Concolor), Küsten-Kiefer (Pinus Contorda), Weihrauchzedern (Calocedrus decurrens) und Erlen gemischt. Besonders diese spielen eine wichtige Rolle im Ökosystem um den Castle Lake, weil sie eine Symbiose mit stickstoffbindenden Actinobacteriae (Frankiella alni) bilden. Dieser Bakterienstamm wandelt den in der Luft vorhandenen Stickstoff in Nitrate um, die von den Erlen aufgenommen werden. Dadurch wird der Boden allgemein fruchtbarer, weil das Laub der Bäume einen nährstoffreichen Kompost bildet.
Oberhalb des Sees dünnen die Nadelhölzer allmählich aus und die Bäume wachsen eher verkrüppelt. Dadurch findet Buschwerk wie Green Manzanita (Arctostaphylos patula), Dwarf Mountain Manzanita (Arctostaphylos neuadensis) und Tan Oak (Lithocarpus densiflorus) Flächen zum Wachstum.
Die frühsommerlichen Blumenwiesen am Seeufer und in der Nähe bestehen vor allem aus Nacktfrüchtigen Zimt-Rosen (Rosa gymnocarpa), Shasta Lupine (Lupinus albicaulis), Schönen Akeleien (Aquilegia formosa var. truncata), Panther-Lilien (Lilium pardalinum), Fawn Lily (Erythronium sp.), Pine-drops (Pterospora andromedae), zu den Spiersträuchern gehörende Spiraea douglasii, verschiedene Arten Castilleja – Scarlet Paintbrush (Castilleja pinetorum), Alpine Paintbrush (Castilleja arachnoidea), Dwarf Paintbrush (Castilleja miniata) –, Alpine Saxifrage (Saxifraga nidifica), Shasta Pentstemon (Pentstemon laetus), Alpine Buckwheat (Eriogonum pyrolaefolium) und Tofield’s Swamp Lily (Tofieldia occidentalis). An kühlen feuchten Stellen in der Nähe des Sees gedeihen vereinzelt die fleischfressenden Kobralilien (Darlingtonia californica).